# Língua are
A língua Are é uma língua Malaio-Polinésia falada por cerca de 1.200 pessoas no extremo leste de Milne Bay (província), Papua-Nova Guiné.

## Escrita
O alfabeto latino usado pela língua Are não tem as letras C, F, J, Q, X, Z, as quais, porém, podem ser usadas em palavras de origem estrangeira. Usam-se também as formas Gw e Kw